# Първично
„Първично“ (на английски: Basic) е мистъри екшън трилър от 2003 г. на режисьора Джон Мактиърнън, по сценарий на Джеймс Вандърбилт. Във филма участват Джон Траволта, Кони Нилсен, Самюъл Джаксън, Джовани Рибизи, Браян Ван Холт, Тей Дигс, Кристиан де ла Фуенте, Даш Михок, Тим Дейли, Розалин Санчес и Хари Коник младши. Това е второто сътрудничество на Траволта и Джаксън, след „Криминале“ (1994).